# بابامیدان زیرراه
بابامیدان  روستایی از توابع شهرستان رستم، استان فارس، ایران است که در ۲۰ کیلومتری شمال شهر ممسنی قرار دارد. این روستا در محل تقاطع جاده یاسوج، گچساران و ممسنی می‌باشد.
این روستا در دامنه رشته‌کوه‌ زاگرس واقع شده است. طول و عرض جغرافیایی بابامیدان در موقعیت ۵۱.۲۹  طول شرقی و ۳۰.۱۶ عرض شمالی می‌باشد. ارتفاع این منطقه از سطح دریا، حدود ۸۸۵ متر بوده و دارای آب و هوای نیمه خشک با تابستان گرم و خشک و زمستان معتدل و مرطوب می‌باشد.عمده محصولات آن گندم می باشد.

## جمعیت
این روستا در بخش مرکزی شهرستان رستم قرار دارد و براساس سرشماری مرکز آمار ایران در سال ۱۳۹۵، جمعیت آن حدود ۴۵۰۱نفر (1000خانوار) بوده‌است.